# KinKi Kids Concert -Thank you for 15years- 2012-2013
『KinKi Kids Concert -Thank you for 15years- 2012-2013』(キンキキッズ コンサート センキュー フォー 15イヤーズ- 2012-2013)は、KinKi Kidsの17作目の映像作品、及び14作目のライブビデオ。2013年8月7日にジャニーズ・エンタテイメントから発売。

## 概要
CDデビュー15周年を記念して2012年12月23日から2013年1月1日にかけて行われたコンサートツアー『KinKi Kids Concert Thank you for 15 years 2012-2013』から2013年1月1日東京公演の模様を、光一誕生日イベントを含むコンサート全編をノーカットで収録。

## 仕様・特典
初回限定盤
- DVD2枚組
- 三方背ケース入り
- 60Pブックレット

通常盤・Blu-ray盤
- DVD2枚組、Blu-ray2枚組。Blu-ray盤は、通常盤のみの発売。
- 5面10P折込パンフレット

## 収録曲
※全仕様共通内容

### Disc1
1. OVERTURE
2. Anniversary
3. 硝子の少年
4. スワンソング
5. 愛されるより 愛したい
6. Time
7. Medley OVERTURE
8. Kissからはじまるミステリー
9. ずっと抱きしめたい
10. キミは泣いてツヨくなる
11. Misty
12. LOVESICK
13. Medley INTER
14. ハルカナウタ
15. 停電の夜には -On the night of a blackout-
16. 【AOZORA】
17. Love is... 〜いつもそこに君がいたから〜
18. 風の色
19. 憂鬱と虹
20. 願う以上のこと 祈る以上のこと
21. (MC)

### Disc2
1. (MC)
2. 恋は匂へと散りぬるを
3. むくのはね
4. 雪白の月
5. 愛のかたまり
6. INTER
7. 永遠のBLOODS
8. Happy Happy Greeting
9. やめないで,PURE
10. 情熱
11. 雨のMelody
12. 薄荷キャンディー
13. ENDING CHASER

〈ENCORE〉
1. Secret Code
2. Rocketman
3. フラワー

〈W ENCORE〉
1. 99%LIBERTY